# Viesturi (przystanek kolejowy)
Viesturi (łotewski: Stacija Viesturi) – przystanek kolejowy w miejscowości Viesturi, w Gminie Jełgawa, na Łotwie. Znajduje się na 9 km linii Jełgawa – Lipawa. 

## Historia
Przystanek został otwarty w 1925 roku pod nazwą Tērvete. W 1935 zmieniono nazwę na Viesturi. Podczas II wojny światowej w czasie okupacji niemieckiej zmieniono nazwę na Brandenburg. 

## Linie kolejowe
- Linia Jełgawa – Lipawa